# Zvečan-erőd
A Zvečan-erőd (szerbül Звечански град / Zvečanski grad) Koszovó északi részén, Kosovska Mitrovicától északnyugatra található erőd, amely egyike a legrégebbi erődítményeknek Európa délkeleti részein. Az építmény egy régen kialudt vulkán tetején fekszik, jó rálátással az Ibar folyóra és a városra. Az erőd 1990-ben felkerült a Szerbia Kiemelt Fontosságú kulturális és Műemlékeinek Listájára. 

## Története

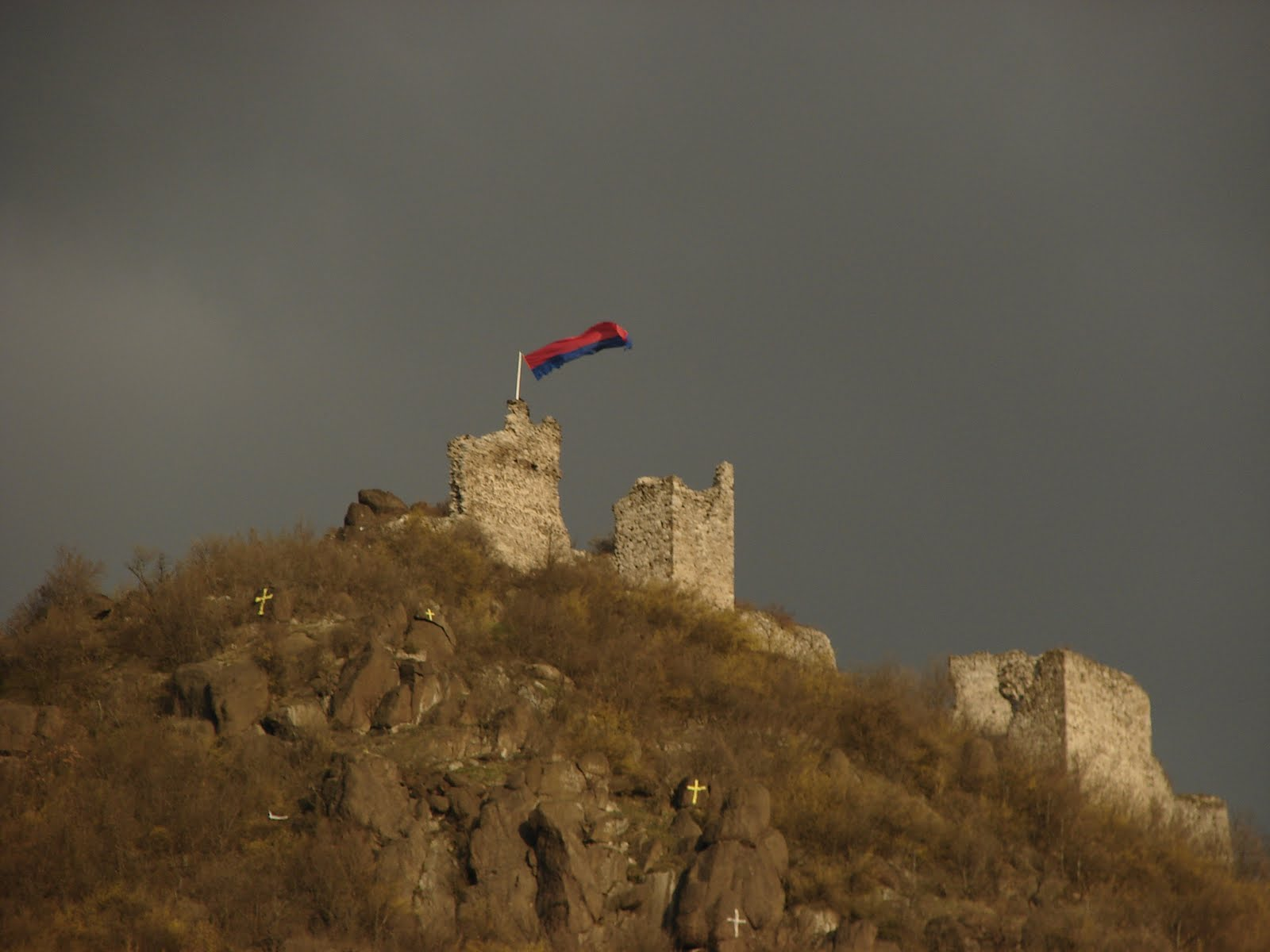
Az erőd falai

A Balkán egyik legrégebbi erődje, amelynek pontos építési idejét nem ismerjük. A klasszikus ókor nem igazán lehet a helyes építési idő, mivel az erőd már a történelem előtti időkből is tartalmaz megerősítéseket. Raška végváraként 1093-ban kapott különös jelentőséget a hely, amikor is a szerb uralkodó, Vukan Vukanović megindította hadjáratát Északnyugat-Koszovó megszerzésére a Bizánci Birodalomtól. 
Az erőd egyes részeit a Nemanjić-dinasztia uralkodása alatt átépítették és újratervezték és ez volt az a hely, ahol III. István Uroš szerb király meghalt 1331-ben. 1389-ben az ottomán törökök szerezték meg a rigómezei csata után és egészen a 18. századig aktív szerepet játszott az itt élő népek védelmében, majd nem sokkal ezután elhagyatottá vált. 

## Fordítás
Ez a szócikk részben vagy egészben  a   Zvečan Fortress című angol Wikipédia-szócikk ezen változatának fordításán alapul.  Az eredeti cikk szerkesztőit annak laptörténete sorolja fel. Ez a jelzés csupán a megfogalmazás eredetét és a szerzői jogokat jelzi, nem szolgál a cikkben szereplő információk forrásmegjelöléseként.